# خوئیه‌بودنهورن
خوئیه‌بودنهورن (به لاتین: Chüebodenhorn) یک کوه در سوئیس است که در کانتون وله واقع شده‌است. خوئیه‌بودنهورن ۳٬۰۷۰ متر بالاتر از سطح دریا واقع شده‌است.